# Ріхард Шульце-Коссенс
Ріхард Шульце-Коссенс (нім. Richard Schulze-Kossens; 2 жовтня 1914, Берлін — 3 липня 1988, Дюссельдорф) — німецький офіцер, оберштурмбаннфюрер СС. Особистий ад'ютант Йоахіма фон Ріббентропа і Адольфа Гітлера, а також командир 38-ї гренадерської дивізії СС «Нібелунги». Кавалер Німецького хреста в золоті.

## Біографія
9 листопада 1934 року вступив у СС (посвідчення № 264 059) і 27 листопада був зарахований в полк «Лейбштандарт СС Адольф Гітлер», розміщений в Берліні.
З листопада 1934 по березень 1935 року навчався на навчальних курсах підготовки офіцерів в Ютербозі, а з квітня 1935 по лютий 1936 року — в юнкерському училищі СС в Бад-Тельці, і в лютому-березні 1936 року — на курсах підготовки командирів взводів в Дахау.
Проходив службу в якості командира взводу в 2-му штурмбанні  штандарту СС «Ельба» в Ліхтенбурзі (1 квітня 1936 — 1 березня 1937), ад'ютанта командира підрозділів СС «Мертва голова» Теодора Айке (1 березня — 10 липня 1937) і ад'ютанта командира 3-го штандарта СС «Тюрингія» (10 липня 1937 — 15 листопада 1938). З 1 травня 1937 року — член НСДАП. З 15 листопада 1938 по 1 квітня 1939 року — командир роти 3-го штандарта СС «Тюрингія». Потім переведений в Головне управління СС в якості ад'ютанта начальника Головного управління СС Августа Гайссмаєра (1 квітня 1938 — 8 червня 1939).
8 червня 1939 року Шульце був призначений ад'ютантом Імперського міністра закордонних справ Йоахіма фон Ріббентропа, у серпні 1939 року супроводжував його в Москву на переговори з укладення пакту Молотова — Ріббентропа. 26 лютого 1940 року знову повернувся в «Лейбштандарт СС Адольф Гітлер».
З 29 лютого 1940 по 6 серпня 1941 рік служив у 2-й роті 1-го батальйону полку «Лейбштандарт СС Адольф Гітлер» командиром взводу (29 лютого — 11 червня 1940) і командиром роти (11-18 червня 1940; 1 серпня 1940 — 16 листопада 1941). Деякий час тимчасово виконував обов'язки командира 1-го батальйону «Лейбштандарт». Брав участь у Французькій і Балканській кампаніях, а також у боях на радянсько-німецькому фронті.
З 18 червня 1940 по 1 серпня 1940 року знову короткий час виконував обов'язки ад'ютанта Ріббентропа.
16 серпня 1941 році отримав кульове і осколкове поранення в бою. Після лікування, з 1 жовтня 1941 по 27 жовтня 1942 року був офіцером для доручень Адольфа Гітлера. C 29 жовтня 1942 по 20 листопада 1943 року — особистий ад'ютант Гітлера.
20 листопада 1943 року був призначений інструктором в юнкерське училище СС в Бад-Тельці, де був зарахований в штаб училища і очолив навчальну групу підготовки «німецьких» офіцерів СС.
Після замаху на Адольфа Гітлера 20 липня 1944 року 25 липня знову повернувся до виконання своїх обов'язків особистого ад'ютанта Гітлера.
6 грудня 1944 року призначений командиром 2-го батальйону 25-го гренадерського полку СС 12-ї танкової дивізії СС «Гітлерюгенд», що брала участь в наступі в Арденнах.
З 21 січня по 27 березня 1945 року — начальник юнкерського училища СС в Бад-Тельці, а з 6 по 12 квітня 1945 року — командир 38-ї гренадерської дивізії СС «Нібелунги».

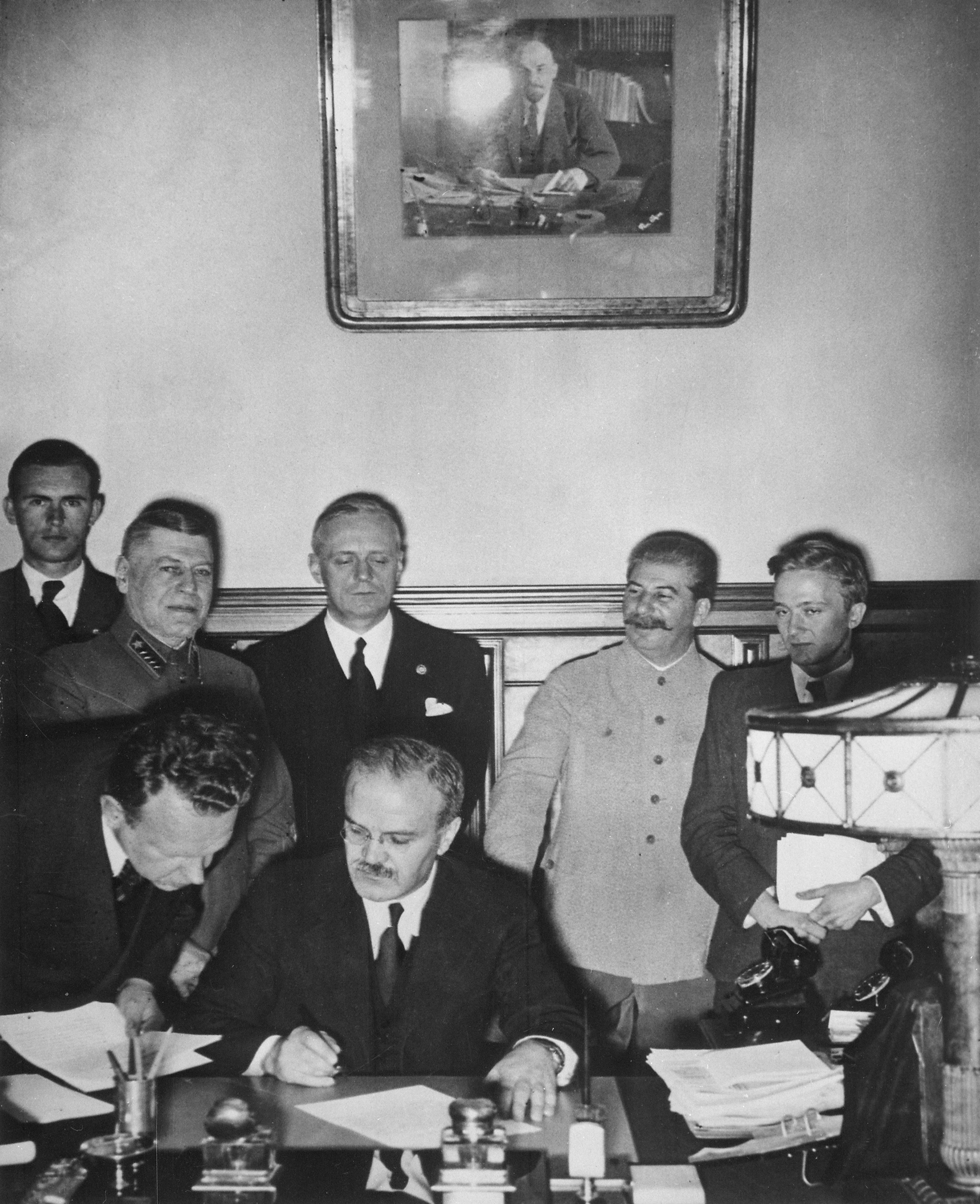
Шульце-Коссенс (крайній ліворуч, позаду) під час підписання Договору про дружбу і кордон (Москва, 28 вересня 1939).

Здався військам союзників 29 квітня 1945 року. Потім був інтернований в 13-й табір для військовополонених (США), де провів 3 роки в ув'язненні. 10 січня 1948 року звільнений. Після звільнення, змінив прізвище на Шульце-Коссенс. Займався торгівлею, написав кілька книг.

## Сім'я
Молодший брат Ганс-Георг Шульце  (11 вересня 1917, Берлін) — оберштурмфюрер СС, також ад'ютант Адольфа Гітлера, загинув у бою на Східному фронті 27 липня 1941 року. Після смерті Ганса-Георга Гітлер викликав у свою штаб-квартиру Ріхарда, особисто висловив йому співчуття і запропонував посаду ад'ютанта, щоб вивести його з бою і тим самим забезпечити продовження роду.

## Звання
- Анвертер СС (9 листопада 1934)
- Юнкер СС (1 квітня 1935)
- Штандартенюнкер СС (9 листопада 1935)
- Штандартеноберюнкер СС (10 лютого 1936)
- Унтерштурмфюрер СС (20 квітня 1936)
- Оберштурмфюрер СС (9 листопада 1938)
- Гауптштурмфюрер СС (1 серпня 1940)
- Штурмбаннфюрер СС (24 лютого 1943)
- Оберштурмбаннфюрер СС (9 листопада 1944)

## Нагороди
- Спортивний знак СА в бронзі
- Німецька імперська відзнака за фізичну підготовку в бронзі
- Золотий почесний знак Гітлер'югенду
- Нагрудний знак Німецького товариства порятунку життя в бронзі
- Почесний кут старих бійців
- Почесна шпага рейхсфюрера СС
- Кільце «Мертва голова»
- Залізний хрест 2-го і 1-го класу
- Штурмовий піхотний знак в бронзі
- Нагрудний знак «За поранення»
  - в чорному (червень 1940)
  - в сріблі (серпень 1941)
- Німецький хрест в золоті (26 грудня 1941) — вручений Йозефом Дітріхом.
- Орден Хреста Свободи 4-го класу (Фінляндія) (11 червня 1942)
- Орден «За хоробрість» 4-го ступеня, 1-й клас з мечами (Болгарія) (1942)
- Нагрудний знак ближнього бою в бронзі (1942)